# Compliance (finans)
Compliance eller regelansvarig person är en befattning inom främst finans- och försäkringsbranschen som har ansvar för att ett företags verksamhet följer aktuella lagar och regler. Personen som har denna befattning kallas ofta för compliance officer eller compliance manager och hanterar ibland även kundklagomål och kontakter med tillsynsmyndigheter. En compliance officer är ofta direkt underställd företagets styrelse eller vd.

## Compliance i Sverige
Enligt artikel 13.2 i EU:s värdepappersdirektiv MiFID ska värdepappersföretag ha lämpliga interna kontrollanordningar omfattande anställdas egna affärer. I Sverige finns en bestämmelse i 3 kap 1 § i Finansinspektionens föreskrifter om uppföranderegler på värdepappersmarknaden om att varje värdepappersinstitut ska ha en regelansvarig person som har till uppgift att se till att institutets styrelse och anställda har kännedom om gällande regler.
Antalet complianceansvariga i Sverige ökade efter Finanskrisen i Sverige 2008–2009 från 0 till 400. Enligt intresseorganisationen Compliancenätverket hade nästan alla finansiella aktörer i Sverige år 2012 en compliancefunktion med en eller flera anställda.